# Kulturliga
Die Kultur Lige oder Kulturliga war eine 1918 in Kiew gegründete säkular-jüdische Organisation, die jiddische Literatur, jiddisches Theater und jiddische Kultur fördern sollte.

## Geschichte
Nach der russischen Revolution 1917 begann im russischen Reich und auch der Ukraine ein Bürgerkrieg, in dessen Zuge es in Kiew zu mehreren Machtwechseln und im ganzen Land zu Pogromen und Angriffen auf Juden kam. Zur Zeit des Zentralna Rada kam es zu einer Liberalisierung und Demokratisierung der Ukraine, die auch die Gleichberechtigung von Juden förderte und diesen „national-personale Autonomie“ zusprach.

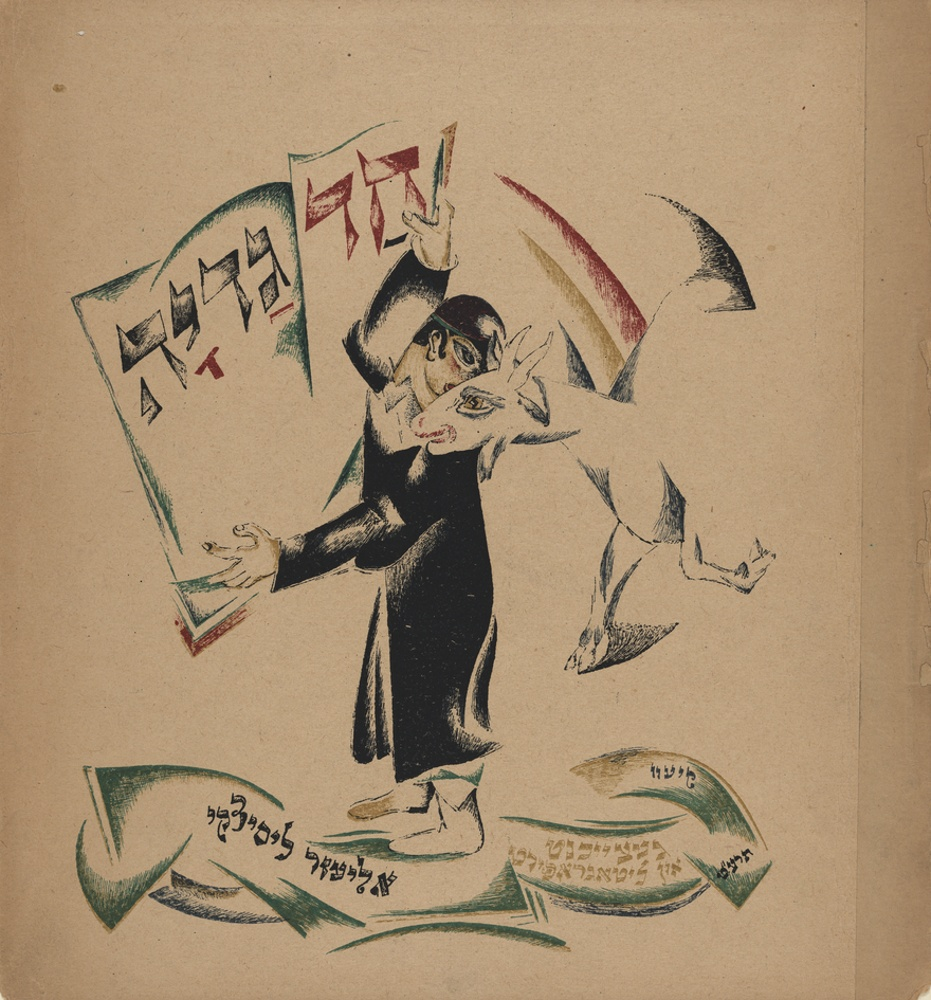
Von El Lissitzky gestaltetes Titelblatt seiner Grafikserie Chad Gadya. Die Serie wurde 1919 von der Kultur Lige veröffentlicht.

Die Liga jüdischer Kultur wurde am 15. Januar 1918 in Kiew gegründet um jüdische kulturelle Aktivitäten zu fördern. Die Gründung wurde maßgeblich von Zelig Melamed, einem jiddischistischen Sozialisten vorangetrieben und zu den Gründungsmitgliedern zählten David Bergelson, Nakhman Meisel und Yekhezkel Dobrushin. Anfangs arbeite die Liga vor allem im Bereich des Ministeriums für jüdische Angelegenheiten, nachdem dieses aber im November 1918 durch Hetman Pawlo Skoropadski aufgelöst wurde, übernahm die Liga nicht nur dessen Vermögen, sondern auch viele seiner Aufgaben. Die Liga setzte sich zum Ziel, jiddische Hochkultur und eine „masn-kultur“ (Massenkultur) zu schaffen, die Weltkultur und jüdische Kultur vereinte. Die Liga strebte außerdem, obwohl viele Mitglieder auch in Parteien aktiv waren, Unparteilichkeit an. Viele schon vorab bestehende jüdische Organisationen unterstützten in der Folge die Kulturliga und beteiligten sich am Aufbau der Sektionen. Im Herbst 1918 hatte die Kulturliga bereits sieben solcher Sektionen (Literatur, Bildende Kunst, Bibliothekswesen, Schulbildung, Erwachsenenbildung, Verlagswesen, Musik und Theater) und hatte Zweigstellen in fast 100 Orten. Zu den Projekten der Liga zählten u. a. Vorschulen, Angebote der Erwachsenenbildung, Chöre, Musik-, Kunst- und Theaterschulen sowie eine Bibliothek und ein eigener Verlag. Im Frühling 1920 fand die erste Ausstellung der Kunst-Sektion der Liga in Kiew statt, die tausende Besucher anzog. Nach der Machtübernahme der Bolschewiki wurde die Kultur-Lige von den sowjetischen Autoritäten unterstützt, bis die Jewsekzija 1920 versuchte, die Kontrolle über die Kultur-Lige zu bekommen. Emma Goldman besuchte im Sommer 1920 während ihres Aufenthalts in Kiew einige Einrichtungen der Kulturliga und zeigte sich von diesen sehr beeindruckt, berichtete aber auch bereits über die Zukunftssorgen der Mitglieder. Im Dezember des Jahres wurde die Kultur-Lige von den Kommunisten übernommen und die meisten ihrer Einrichtung verstaatlicht. Viele Mitglieder der Kulturliga emigrierten in der Folge und in anderen Städten wie Warschau, Kaunas, Paris, Amsterdam oder Berlin gab es Versuche, neue Organisationen nach dem Vorbild der Liga zu gründen und an die Erfolge in der Ukraine anzuschließen. Keine dieser Neugründungen konnte diesen Anspruch aber erfüllen und auch in der Ukraine stellten die verbliebenen Aktiven nach und nach ihre Arbeit ein oder wurden in den bolschewikischen Apparat integriert. Nach 1924 gibt es keine belegten Aktivitäten der Kultur-Lige in der UdSSR mehr und auch der Verlag der Kultur Lige wurde 1931 offiziell geschlossen.

## Berühmte Mitglieder
- David Bergelson
- Perez Markisch
- Dovid Hofshteyn
- Issachar-Ber Rybak
- El Lissitzky
- Mosche Litwakow
- Zelig Kalmanovitch
- Jakob Lestschinsky[3]
- Alexander Tyschler[7]